# Palacio de Accursio
El palacio de Accursio (en italiano, Palazzo d'Accursio o Comunale) es un palacio que se encuentra en la Piazza Maggiore de Bolonia, Italia. Actualmente es la sede del municipio de Bolonia.

## Historia

### Orígenes
El primer testimonio del palacio se data en el 14 de febrero de 1287, cuando Francesco d'Accursio, hijo del notable jurista Accursio, vende a la Comuna de Bolonia las estancias de su padre. La Comuna inicia la demolición de las estructuras existentes, dejando únicamente la torre de Accursio; además, se construye el primer núcleo del actual palacio, que tomará el nombre de Palacio de la Biada (forraje) porque se cree que fue utilizado como depósito público de grano.

### Palacio de la magistratura comunal
En 1336 cambió de uso y se convirtió en la sede de los Cónsules Ancianos, la máxima magistratura urbana de la época, alojada hasta entonces en el Palacio Re Enzo. Permanecieron en el cargo durante un mes (luego dos) y fueron obligados a residir en palacio.
Con la llegada de los Visconti Signoria en 1350, el capitán teniente de los Visconti y el vicario que presidía el colegio de cónsules ancianos fueron alojados en el palacio. Paralelamente a la construcción de algunas obras de fortificación en la ciudad, el palacio sufrió algunas modificaciones y se adquirió la Torre dei Lapi. Con el cambio de manos a los Estados Pontificios diez años después, sufrió nuevas modificaciones por parte del cardenal Ángel de Grimoard. En este período adquiere una connotación de fortaleza cívica, especialmente porque Grimoard construye un poderoso muro circundante alrededor del área del palacio, rodeado además por un foso.
El 15 de septiembre de 1425, los edificios situados al norte del palacio de Accursio sufrieron un incendio, lo que ofreció una oportunidad de ampliación. El arquitecto Fioravante Fioravanti recibió el encargo de construir un nuevo edificio a la derecha de la entrada principal de Piazza Maggiore. En 1444 se levantó la torre Accursio y en 1451 se instaló un reloj público que en 1498 se completó con un carrusel de autómatas que desfilaban en cada cambio de hora, funcionando hasta 1796. En la linterna de lo alto de la cúpula de la torre se encuentra colocó una gran campana (de 136 cm de diámetro) fundida en 1493, conectada al reloj subyacente y que, golpeada por un martillo externo, marca cada hora (a excepción de las horas nocturnas), con la característica de repetirse el ritmo incluso un minuto después del tiempo preciso.

### Estados Pontificios
Todavía en el siglo XVI sufrió nuevas ampliaciones: en 1508, por orden del papa Julio II, que recientemente había conquistado la ciudad, se construyó el Torrione en el cruce entre la actual Via Ugo Bassi y la Piazza del Nettuno. Al mismo tiempo, se construyó un muro que cerraba el palacio hasta el noroeste de Torrone. Pero esto fue sólo el comienzo: todos los asuntos gubernamentales se concentraban en el palacio. El núcleo más antiguo del palacio de Accursio era la sede del Senado de Bolonia y de las magistraturas vinculadas a él, como el Confalonier de Justicia y los Cónsules Ancianos. Los apartamentos y habitaciones de los legados papales se instalarán en la parte nueva del siglo XV y tomarán el nombre de Palazzo del Legato. El mencionado Torrone situado en la esquina noroeste se convertirá en la sede de las cárceles y del juzgado penal, que a partir de él por excelencia pasará a ser el Tribunal de Torrone.
En 1568, el ilustre botánico Ulisse Aldrovandi instaló el huerto o Giardino dei simple en el patio donde ahora se encuentra la Sala Borsa. También a mediados del siglo XVI, Galeazzo Alessi construyó la Capilla del Legado y la pintó con frescos de Prospero Fontana. El propio Alessi dio forma al monumental portal de entrada a la Piazza Maggiore, que hoy permanece inalterado, coronado por un tímpano curvo donde se encontraba la gran estatua de bronce que representa al papa Gregorio XIII. Además, en 1565 Tommaso Laureti construyó una fuente pública en el lado norte.
El Palacio de Accursio fue víctima de la ocupación napoleónica, cuando fue despojado de los bienes del cardenal legado y destruidas algunas estatuas y escudos que recordaban el Antiguo Régimen Papal. Durante el siglo XIX fue objeto de restauraciones incluso invasivas, especialmente en lo que respecta a la fachada oriental. Entre 1885 y 1887 se reabrió el pórtico de la parte más antigua, que ya había sido cerrado después del siglo XIV. En 1886 se construyó la Sala Borsa en el patio que albergaba el jardín botánico. Otras obras se llevaron a cabo a principios del siglo XX y en los años posteriores a la Segunda Guerra Mundial, tras los daños sufridos por los bombardeos aéreos.

### Historia contemporánea
En la historia reciente, el palacio es tristemente famoso por la masacre que tuvo lugar el 21 de noviembre de 1920. Mientras el recién elegido alcalde, el socialista Enio Gnudi, presidía la sesión inaugural del consejo y la plaza estaba llena de ciudadanos celebrando, los squadristi entraron la plaza. Se produjeron algunos disparos y la multitud se vio rodeada por fascistas que disparaban contra el palacio de Accursio y por los carabinieri que devolvían el fuego. Algunos Guardias Rojos respondieron lanzando granadas de mano desde las ventanas del palacio. En total hubo 10 muertos, todos ellos del partido socialista, y 58 heridos. En el interior del edificio, el concejal liberal Giulio Giordani fue asesinado a tiros. El trágico acontecimiento tuvo gran resonancia a nivel nacional, siendo posteriormente referido como la cuna del fascismo agrario.
En 2008, muchas oficinas municipales se trasladaron a la sede del Palazzo Bonaccorso; el Palazzo d'Accursio sigue siendo la sede del Ayuntamiento y de otras oficinas. Hasta 2012 albergó el Museo Morandi, ahora ubicado en el Mambo.

## Descripción
La Madonna di Piazza con Bambino es una obra en terracota de Nicolò dell'Arca (1478) expuesta en la parte alta de la fachada.

### Sala del Consiglio Comunale
La Sala del Consejo Comunal (Sala del Consiglio Comunale) se encuentra en la primera planta y contiene la Galería de los Senadores de Bolonia. Fue pintada al fresco entre 1675 y 1677 por Angelo Michele Colonna, con la ayuda del joven Gioacchino Pizzoli.

### Galleria Vidoniana
La Galería Vidoniana (Galleria Vidoniana) fue construida por Pietro Vidoni en 1665. Actualmente está expuesto allí un importante patrimonio de pinturas, muebles, los ajuares provenientes de las donaciones hechas al Municipio de Bolonia en el siglo XIX y principios del . 

### Sala Farnese
La Sala Farnesio (Sala Farnese) se encuentra en la segunda planta y fue mandada hacer tal como está ahora en 1665 por el cardenal Girolamo Farnese. Antiguamente se la llamaba «sala regia», probablemente porque en la Capilla del legado (Cappella del Legato), fue coronado emperador Carlos V en 1530. Los frescos de la Capilla son de Prospero Fontana de 1562 y las decoraciones de la Sala Farnesio recorren las vicisitudes de la ciudad de la Edad Media al siglo XVII. 

### Sala dei Cavalleggeri
La Sala de la Caballería ligera (Sala dei Cavalleggeri) se destinaba al descanso de los soldados de la escolta del legado papal.

### Aula Piana
El Aula Piana fue construida en 1852 por el cardenal Gaetano Bedini.

### Sala Urbana
La Sala Urbana fue hecha construir hacia 1750 por el cardenal Girolamo Farnese y fue restaurada en 1852 por el cardenal Gaetano Bedini. Sus paredes, a mitad del siglo XVIII, fueron recubiertas de frescos que comprendían cerca de doscientos escudos de armas, pertenecientes a la serie de los gobernadores y de los legados pontificios que vivieron en la ciudad a partir del siglo XIV. Actualmente es la sede de las Colecciones Municipales de Arte. Dentro de la colección se encuentra la estatua del perro Tago.

### Sala Borsa
La Biblioteca Sala Borsa se encuentra adyacente al mismo edificio, hacia la calle de la Independencia.

## Pinacoteca
Entre las pinturas que se conservan en el Palacio de Accursio se encuentra el Retrato de un confaloniero de Artemisia Gentileschi. 